# Crucify My Love
A Crucify My Love az X Japan japán heavymetal-együttes 15. kislemeze, mely 1996. augusztus 26-án jelent meg az Atlantic Records kiadásában. A kislemez második volt az Oricon slágerlistáján és 9 hétig szerepelt rajta. 1996 szeptemberében aranylemez lett.

## Utóélete
A Crucify My love megjelent a spanyol Gothic Dolls gothicmetal-együttes The Last Breath című albumán feldolgozásként. A dalt felhasználták az Asahi TV Tonight 2  (トゥナイト2) című műsorának végefőcímeként és a Nippon Oil ZOA reklámfilmjében.

## Számlista
Az összes szám szerzője Yoshiki. 
| #  | Cím                                    | Hossz |
| -- | -------------------------------------- | ----- |
| 1. | Crucify My Love                        | 4:38  |
| 2. | Week End ('95 Tokyo Dome Live Version) | 6:15  |

## Közreműködők
- Társproducer: X Japan
- Zenekari hangszerelés: Yoshiki, Dick Marx, Shelly Berg
- Kotta: Tom Halm
- Zenekar: American Symphony Orchestra
- Keverés: Mike Ging
- Felvétel: Mike Ging, Rich Breen
- Hangmérnök-asszisztensek: Tal Miller, Carl Nappa, Paul Falcone
- Maszterelés: Stephen Marcussen
- A&R igazgató: Nagasima Oszamu
- Művészeti vezető: Shige#11 Komai
- Vezető producerek: Koszugi (Jr) Rjuzo, Masimo Jukitaka

## Fordítás
Ez a szócikk részben vagy egészben  a   Crucify My Love című angol Wikipédia-szócikk fordításán alapul.  Az eredeti cikk szerkesztőit annak laptörténete sorolja fel. Ez a jelzés csupán a megfogalmazás eredetét és a szerzői jogokat jelzi, nem szolgál a cikkben szereplő információk forrásmegjelöléseként.